# Zoopigí
Zoopigí är en ort i Cypern.   Den ligger i distriktet Eparchía Lemesoú, i den centrala delen av landet. Zoopigí ligger 952 meter över havet och antalet invånare är 207.
Terrängen runt Zoopigí är lite bergig. I omgivningarna runt Zoopigí finns främst skog.